# Aristide Cavaillé-Coll
Aristide Cavaillé-Coll [aristíd kavajé-kol] (4. února 1811, Montpellier - 13. října 1899, Paříž) byl francouzský varhanář. Je považován za největšího varhanáře 19. století, který ve své tvorbě ideálně skloubil umění s vědou. Je autorem mnoha vynálezů a vylepšení, které se při výrobě varhan používají dodnes.
Vybudoval či rekonstruoval řadu varhan po celém světě. Jeho varhany umístěné v kostele sv. Sulpicia v Paříži, kostele sv. Ouena v Rouenu a bazilice svatého Saturnina v Toulouse jsou považovány za nejcennější varhany Francie.
Je pochován na pařížském hřbitově Montparnasse. Je po něm také pojmenována planetka 5184 Cavaillé-Coll.

## Fotogalerie

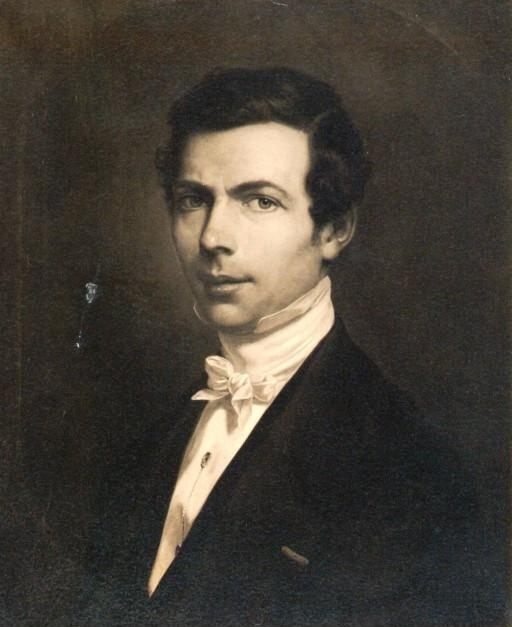
Aristide Cavaillé-Coll ve věku 25 let (1836)
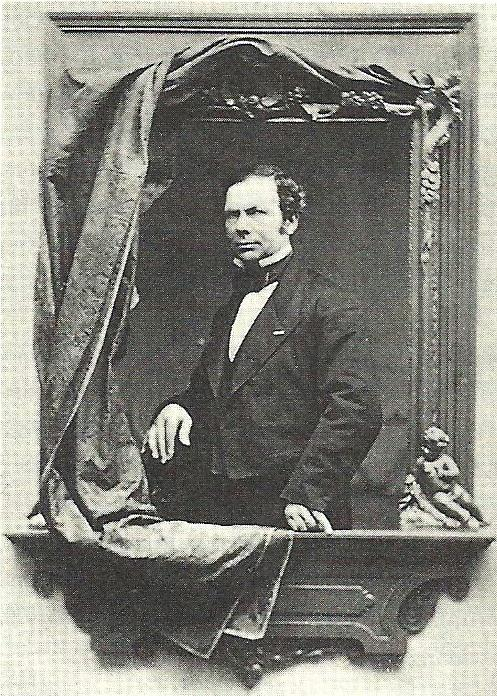
Aristide Cavaillé-Coll (1855)
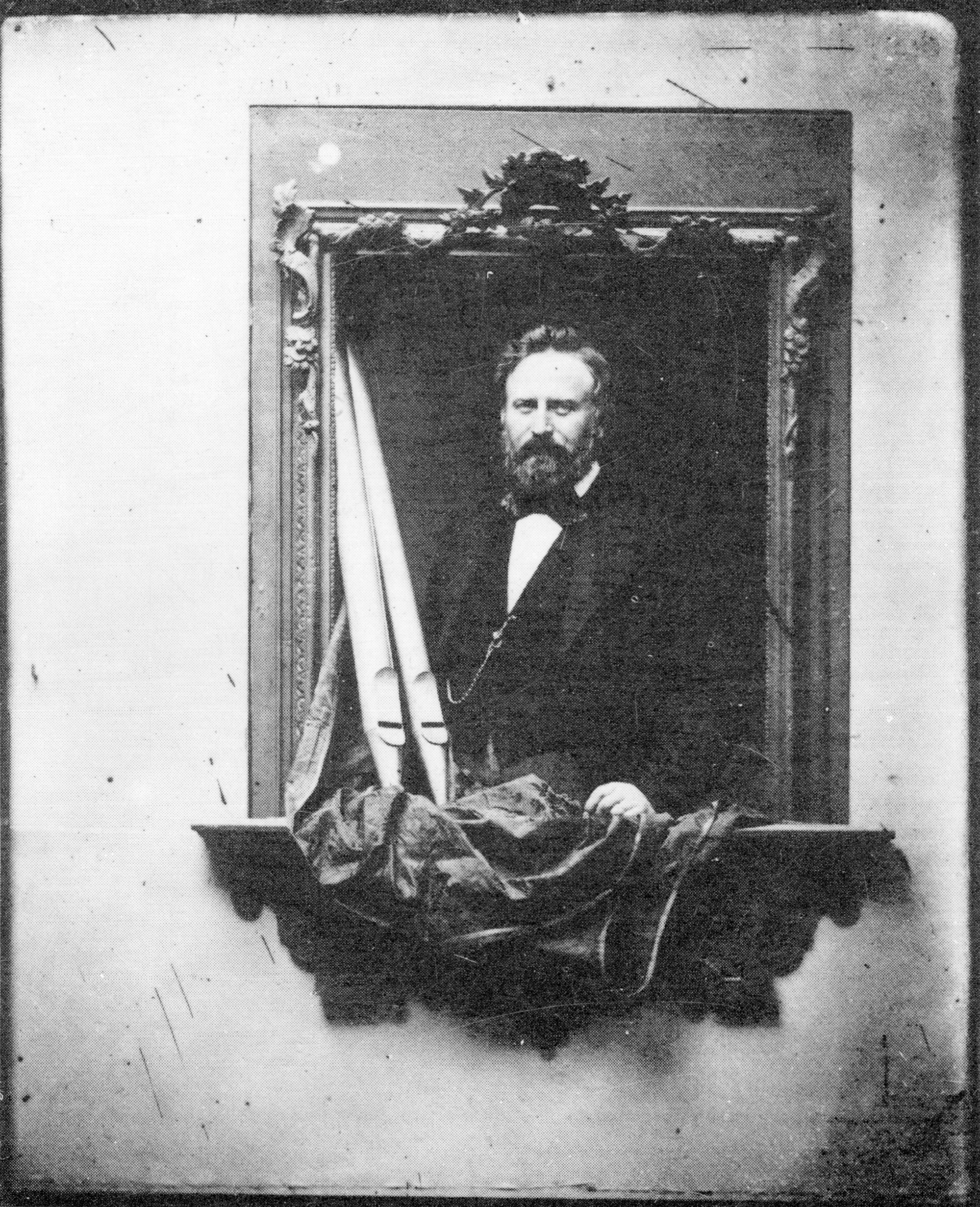
Aristide Cavaillé-Coll (1864/5)
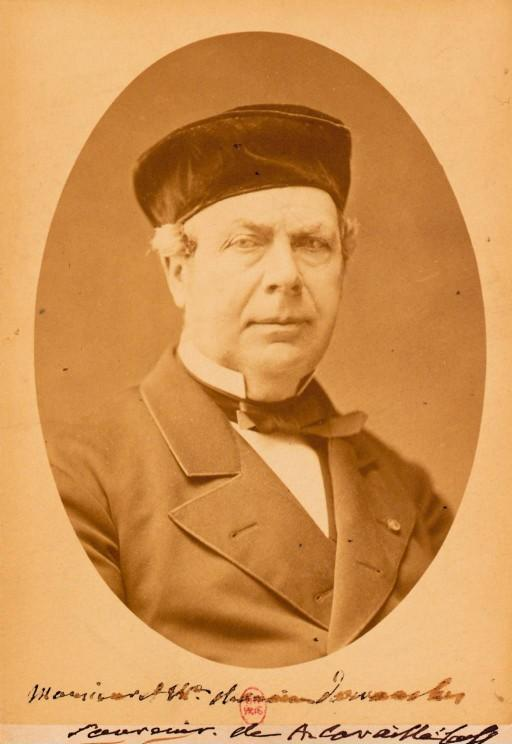
Aristide Cavaillé-Coll (1894)
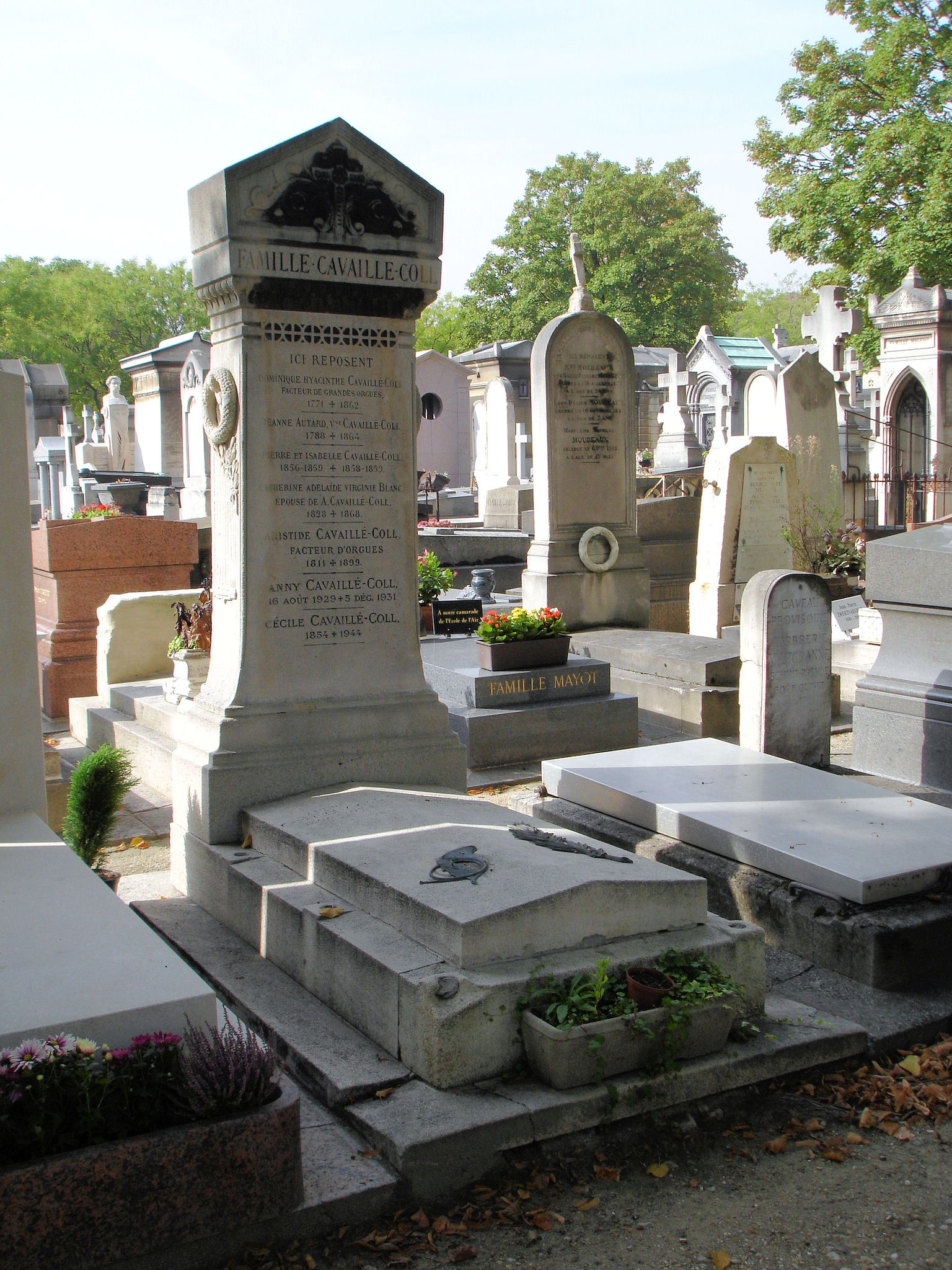
Jeho hrob na hřbitově Montparnasse v Paříži